# 巴音布鲁克镇
巴音布鲁克镇，是中华人民共和国新疆维吾尔自治区巴音郭楞蒙古自治州和静县下辖的一个乡镇级行政单位。
2009年2月6日，新疆维吾尔自治区人民政府批复同意撤销巴音乌鲁乡建制，设立巴音布鲁克镇，撤销和静县巴音布鲁克区公所派出机构，其原有管理机构与巴音布鲁克镇人民政府合并。区公所原管辖的乡、场由和静县人民政府直接管理。

## 行政区划

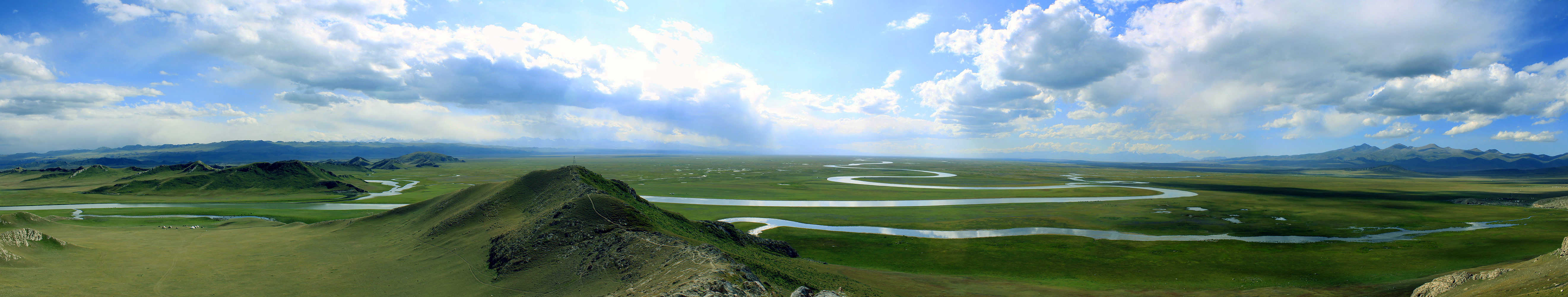

巴音布鲁克镇下辖以下地区：
机关社区、巴西里克村、藏德图哈德村、敖伦布鲁克村、赛里木村、查汗赛尔村、赛罕陶海村、伊克扎克斯台村和德尔比勒金村。